# Dröge

Die Dröge in Lübeck

Detail der Dröge nach dem Teilabriss 1879

Die Dröge (auch Kaufmannsdröge) war ein Bauwerk in Lübeck.
Der Komplex diente dem Trocknen frisch geteerter Schiffstaue; von diesem Verwendungszweck leitet sich auch der Name der Anlage her, da das plattdeutsche dröge die Bedeutung „trocken“ hat. Weil die Taue zum Trocknen waagerecht gespannt wurden, war die Dröge ein Bauwerk von großer räumlicher Ausdehnung.
Insgesamt existierten in Lübeck nacheinander vier Drögen. Die erste, die sich vermutlich im Privatbesitz eines Reepschlägers befand, stand bis zum späten 16. Jahrhundert unterhalb des Goldenen Turms. Nachdem sie 1573 niedergebrannt war, wurde an gleicher Stelle von 1594 bis 1596 die Neue Dröge errichtet und nunmehr von der Kaufmannschaft der Stadt betrieben.
Beim Ausbau der Stadtbefestigung nach 1613 wurde die Neue Dröge abgebrochen und 1639 etwas weiter westlich, eingepasst in die neuen Bastionen, neu errichtet. Das Gießhaus wurde 1666 an der Südseite des Komplexes angefügt. Der Standort der Kaufmannsdröge war die heutige Wallhalbinsel am Ende der Straße Lastadie, am Ufer der Trave gegenüber der Engelsgrube.
Die Anlage musste jedoch schon 1676 wieder abgerissen werden, da der schlechte Baugrund Probleme verursachte. 1678 wurde am selben Ort ein Nachfolgebau errichtet, der zwei Jahrhunderte Bestand hatte.
In den Jahren 1873 bis 1879 wurde der Nordflügel der Dröge wegen Baufälligkeit abgetragen; 1886 fand im Zuge der Beseitigung der alten Wallanlagen im Hafengebiet der Abbruch der verbliebenen Gebäudeteile statt.
In Hamburgs Vorstadt St. Pauli gab es nahe der Reeperbahn ebenfalls eine Dröge. Die Alte Dröge lag etwa an der heutigen Ecke Reeperbahn/Silbersackstraße, die Neue Dröge (laut Karte von 1810) an der Ecke Reeperbahn/Hamburger Berg. 